# Skolemassakren i Winnenden
Skolemassakren i Winnenden var en skudepisode 11. marts 2009, i byen Winnenden nær Stuttgart i delstaten Baden-Württemberg i det sydlige Tyskland, hvor en 17-årig mand iklædt sort militær uniform skød og dræbte 16 personer, hvor de fleste elever på en teknisk skole, Albertville Realschule, i Winnenden, hvor der går cirka 1000 elever.
Gerningsmanden, som hedder Tim Kretschmer, skød ind i to klasselokaler på skolen 09:30,. På skolen dræbte han 12 personer. Heraf 9 elever i alderen 14-15 år og tre lærere. Derefter flygtede han. Under flugten dræbte han yderligere tre personer, tilsyneladende uskyldige forbipasserende. Også to betjente blev hårdt såret, inden politiet fik situationen under kontrol.
Ifølge de tyske myndigheder blev Tim Kretschmer skudt og dræbt i sin flugtbil uden for et indkøbscenter i Winnenden efter flere timer på flugt fra politiet. Ifølge Winnender Zeitung brugte Tim Kretschmer et våben fra sin fars våbenarsenal, som talte 18 våben. Faren havde tilladelse til at opbevare, fordi han var sportsskytte.
| Citat                       | Det er ufatteligt at elever og lærere på sekunder er blevet revet i døden i en forfærdelig forbrydelse. Det er en sørgelig dag for hele Tyskland. | Citat |
| Angela Merkel, tysk kansler | |       |